# Gabby Concepcion
Gabby Concepcion est un acteur philippin né le 5 novembre 1964 à Manille.

## Filmographie
- 1980 : Underage : Gary
- 1981 : Totoo ba ang tsimis?
- 1981 : P.S. I Love You
- 1981 : Playgirl
- 1981 : Dear Heart
- 1981 : Burgis
- 1982 : Puppy Love
- 1982 : My Only Love
- 1982 : Santa Claus Is Coming to Town
- 1983 : Hello, Young Lovers
- 1983 : Always in My Heart
- 1983 : JR
- 1984 : Sa hirap at ginhawa : Arnold Zaragoza
- 1984 : Katorse
- 1984 : Dapat ka bang mahalin : Lito
- 1984 : Anak ni Waray, anak ni Biday
- 1985 : Pati ba pintig ng puso : Aldrin Griego
- 1986 : Yesterday, Today & Tomorrow
- 1986 : Ibigay mo sa akin ang bukas
- 1987 : Pinulot ka lang sa lupa
- 1987 : Asawa ko, huwag mong agawin
- 1988 : Lord, bakit ako pa?
- 1988 : Nagbabagang luha
- 1988 : Sa puso ko hahalik ang mundo
- 1988 : Paano tatakasan ang bukas
- 1989 : Hot Summer
- 1989 : Gorio en Tekla : Danny
- 1989 : Pahiram ng isang umaga : Manuel
- 1989 : Jessa: Blusang itim 2
- 1989 : Kokak
- 1989 : Abandonada
- 1989 : Huwag kang hahalik sa diablo : Cristanto
- 1989 : Bihagin ang dalangang ito : Gardo
- 1990 : Bakit ikaw pa rin?
- 1990 : Flavor of the Month
- 1990 : The Good The Bad & The Ugly : Gabriel
- 1990 : Kahit isumpa mo ako : Carlo
- 1990 : Hahamakin lahat
- 1990 : Kaaway ng batas : Raphael Aleta
- 1990 : Inosente
- 1991 : Pangako ng puso : Alfred
- 1991 : Una kang naging akin
- 1991 : Makiusap ka sa Diyos
- 1991 : Leon at ang Kuting, Ang
- 1991 : Kislap sa dilim
- 1991 : GABO: Walang Patawad Kung Pumatay : Sgt.Gabriel Ycasiano
- 1991 : Kailan ka magiging akin? : Ramir Macalincag
- 1992 : Tayong dalawa : Tonton
- 1992 : Narito ang puso ko : Louie Chavez
- 1992 : Sinungaling Mong Puso : Roman Ong-Chiong
- 1993 : Ayoko na Sanang Magmahal : Nick
- 1994 : Minsan lang kitang iibigin : Dave
- 1994 : Loretta
- 1994 : Iukit mo sa bala! : Rico Velez
- 1994 : Ika-11 utos: Mahalin mo, asawa mo'